# José Giménez Fernández

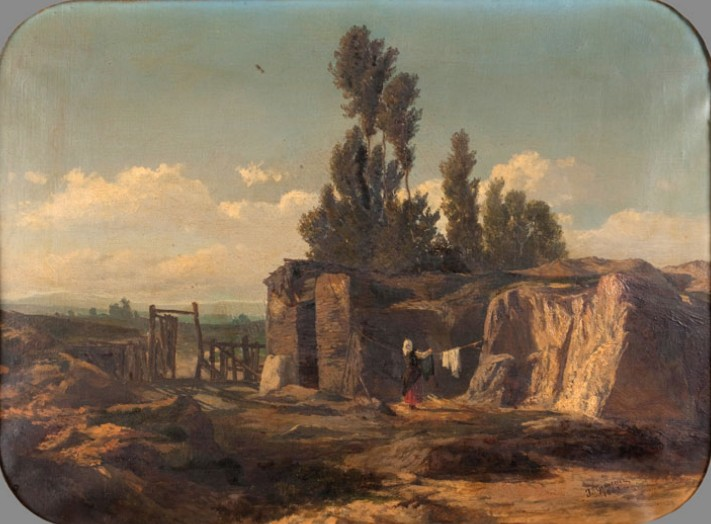
Paisaje (hacia 1870).

José Giménez Fernández (Madrid, 1846 – ibídem, 16 de mayo de 1873) fue un pintor de paisajes español, alumno de Carlos de Haes.

## Biografía
Muerto con apenas veintisiete años, este joven miembro del círculo de plenairistas de Haes en la Escuela Superior de Pintura de la Real Academia de Bellas Artes de San Fernando (Madrid), se ha considerado como uno de sus más atentos seguidores. Tuvo un hermano mayor, Federico, también pintor, en su caso de animales.
Participó en las Exposiciones Nacionales de 1864 y 1866, así como en la Exposición Internacional de Bayona de 1864. Falleció a causa de un enfriamiento pulmonar que contrajo al parecer durante sus sesiones plenairistas en la Sierra del Guadarrama. Tres años después de su muerte se reunió una muestra-homenaje de su pintura en la Exposición Nacional de 1876. El Museo del Prado, en Madrid, recibió un importante legado familiar a finales del siglo XIX.

## Notas

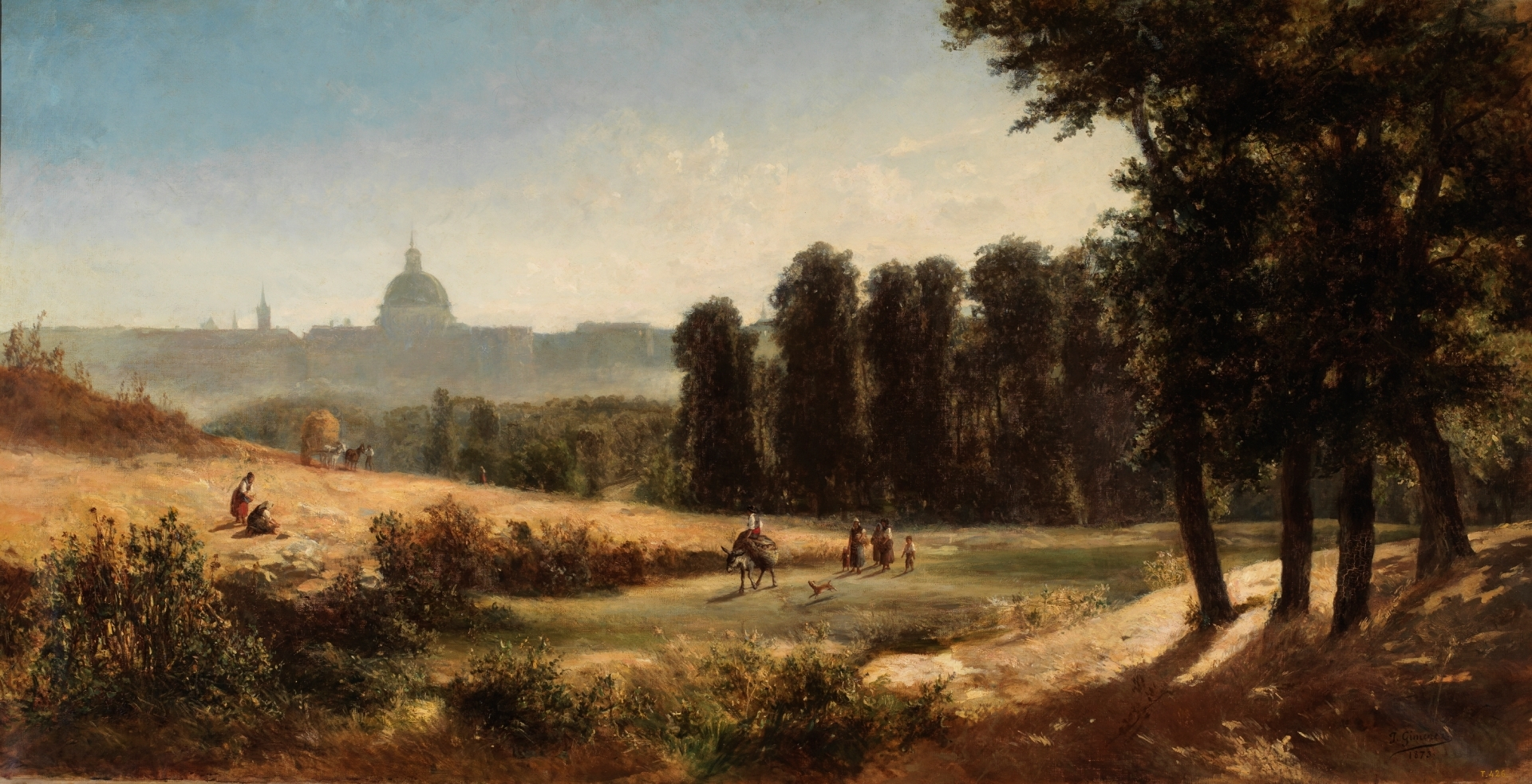
Arroyada de las huertas de Luche (Museo del Prado)